# Amroth
Amroth est un personnage du légendaire de l'écrivain britannique J. R. R. Tolkien, apparaissant dans les Contes et légendes inachevés. C'est un Elfe sinda de Lothlórien.

## Histoire
Amroth est le fils d'Amdír. Il fut longtemps roi de la Lothlórien, avant de rejoindre, accompagné par sa fiancée Nimrodel, le port elfique d'Edhellond, pour quitter la Terre du Milieu.
Cependant, Nimrodel se perdit dans les Ered Nimrais ; Amroth repoussa son départ pour le Valinor afin de la rechercher. Alors qu'il allait renoncer, il crut l'apercevoir dans les vagues, il se jeta à la mer afin de nager jusqu'à elle et périt dans les eaux de la baie de Belfalas.

« Et quand le vent est au sud, la voix d'Amroth monte de la mer ; car la Nimrodel se jette dans le Cours d'Argent, que les Elfes nomment Celebrant, Celebrant dans Anduin-la-Grande, et l'Anduin se jette dans la Baie de Belfalas, d'où les Elfes de Lórien prirent la mer. Mais ni Nimrodel ni Amroth ne revinrent jamais. »

— J. R. R. Tolkien, Le Seigneur des Anneaux
La cité de Dol Amroth, dans le sud du Gondor, a été nommée en son honneur, ainsi que la colline de Cerin Amroth en Lórien.

## Création et évolution
Tolkien l'envisagea brièvement comme étant le fils de Galadriel et Celeborn avant d'abandonner cette idée. Une autre version plus ancienne le donne pour frère de Celeborn. 